# Nova Friburgo
Nova Friburgo è un comune del Brasile nello Stato di Rio de Janeiro, parte della precedente mesoregione del Centro Fluminense e della microregione di Nova Friburgo. Le principali attività economiche si basano soprattutto sull'’industria (settore tessile e metallurgico), il turismo, l'orticoltura, e l'allevamento, specialmente di capre. È la città più fredda dello Stato.

## Storia

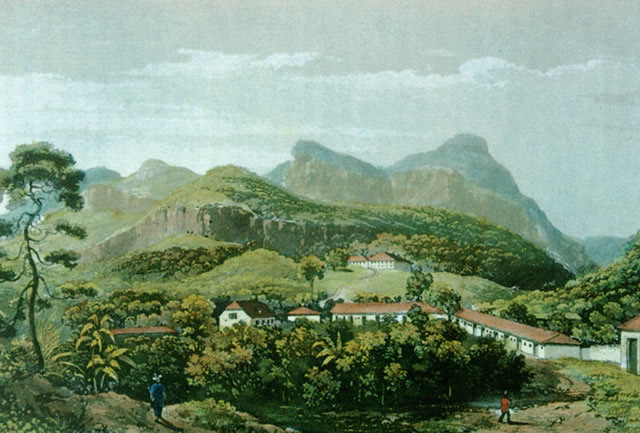
Nova Friburgo durante la colonizzazione svizzera e tedesca (1820 – 1830).

Fino al secolo XIX, la regione dell'attuale Nova Friburgo era occupata dagli indigeni coroados puris.
Nel 1818, il Re Giovanni VI, per promuovere ed ampliare la civiltà nel regno del Brasile, e col fine di ottenere appoggio politico contro l'impero francese, decise di stringere relazioni di amicizia con la Germania, proponendo una colonizzazione pianificata. Il 16 settembre dello stesso anno venne quindi firmato un decreto che autorizzava il Canton Friburgo a stabilire una colonia di cento famiglie svizzere presso l'area di Morro Queimado, nel distretto di Cantagalo, località dal clima e caratteristiche naturali che ricordano lontanamente quelle del centro Europa.
Tra il 1819 e il 1820, la regione fu colonizzata da ulteriori 265 famiglie svizzere, giungendo a un totale di 1 458 immigrati. Fu così rinominata in Nova Friburgo, in omaggio alla città di provenienza della maggior parte di quelle famiglie di immigrati svizzeri.
Dopo l'indipendenza del Brasile (1822), il governo imperiale proseguì la politica d'incremento demografico nel paese incoraggiando la colonizzazione europea. Il 3 e il 4 maggio del 1824, ottanta famiglie tedesche, previamente designate dalla provincia di Bahia, per ragioni sconosciute si stabilirono così a Nova Friburgo. Successivamente vi si trasferirono anche colonie d'italiani, portoghesi e una minoranza di siriani, provocando un tale incremento della popolazione che, l'8 gennaio del 1890, al villaggio venne riconosciuto lo status di città.
Nel 1872, grazie all'opera del barone di Nova Friburgo, la regione fu connessa alla Ferrovia Leopoldina, principalmente per scopi di trasporto commerciale del caffè.
L'agricoltura risultò il settore più sviluppato sino al 1910, quando l'arrivo di alcuni imprenditori portò ad un improvviso sviluppo del settore industriale che prospera ancora oggigiorno.
La città trasse beneficio anche dalla prossimità dell'importante città di Niterói, e, naturalmente, della capitale Rio de Janeiro, per cui vide un forte sviluppo dei mezzi di trasporto e di comunicazione, come la costruzione di strade pavimentate e l'installazione della rete telegrafica. Ciò incoraggiò la nascita del settore turistico, che insieme a quello commerciale, divenne la principale fonte di rendita della città.

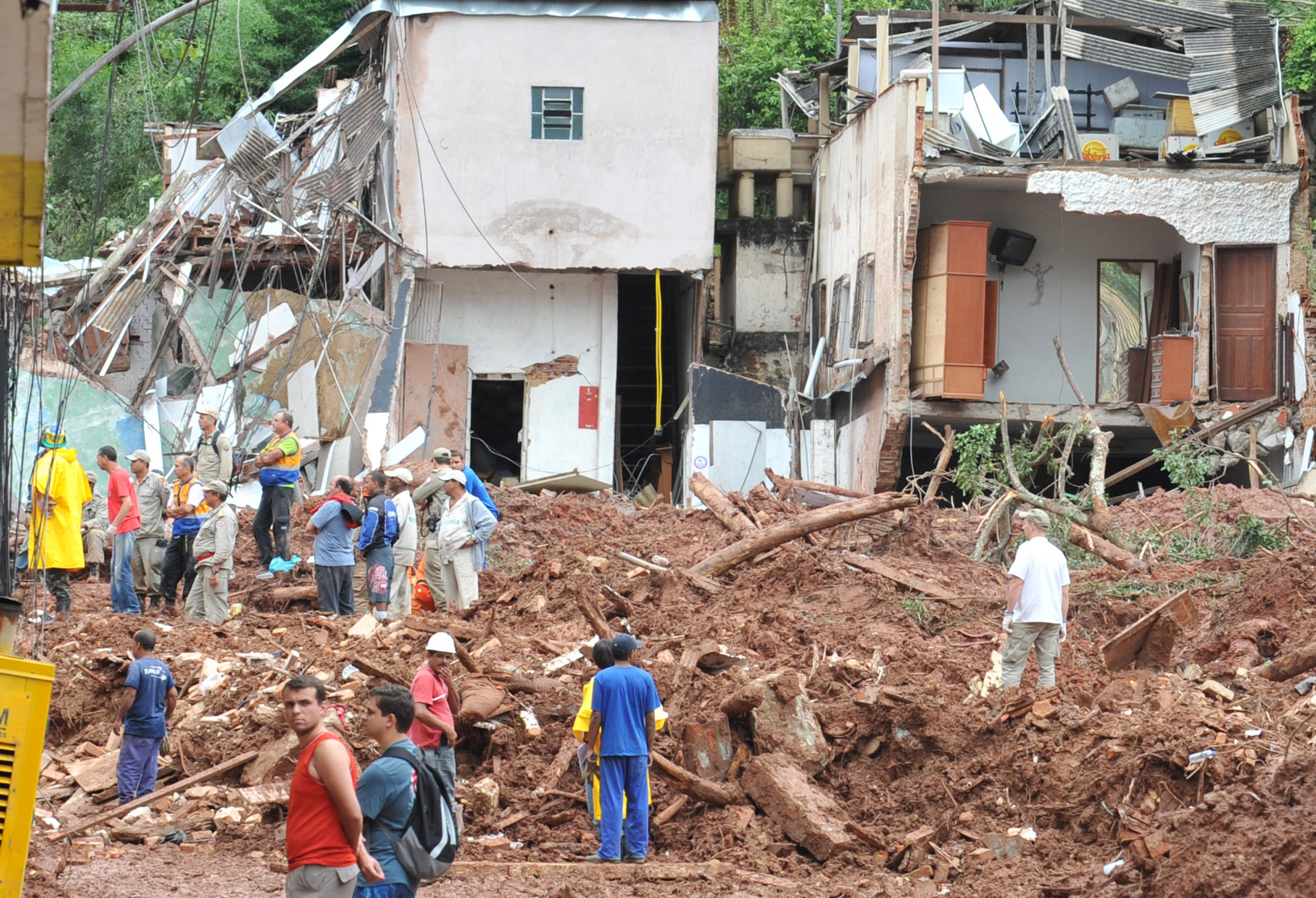
Nova Friburgo durante gli smottamenti di terra di 2011.

Nova Friburgo fu duramente colpita dagli alluvioni e smottamenti di terra in Rio de Janeiro nel 2011, che causarono circa 820 decessi e più di 200 dispersi, in quella che si ricorda come la peggiore tragedia relazionata al clima nella storia brasiliana. La popolazione rimase a lungo senza acqua, elettricità, cibo e gas.

## Geografia fisica

### Clima
Nova Friburgo ha un clima tropicale di altitudine (Classificazione dei climi di Köppen Cwa), con inverni freschi e secchi ed estati umide e piacevoli. La temperatura media annuale è di circa 19 °C.

## Economia
Il settore turistico è particolarmente sviluppato, grazie ad un invidiabile paesaggio naturale ricco di corsi d'acqua, apprezzabile attraverso i numerosi percorsi escursionistici esistenti, ed anche per l'insolito clima freddo e la tranquillità che offre. La città possiede la seconda rete di hotel maggiormente sviluppata dello Stato, dopo la capitale Rio de Janeiro. Altre attrazioni che richiamano masse di turisti sono l'ecoturismo e gli sport d'avventura, come il rafting e la canoa/kayak. Il distretto di Lumiar è uno dei più importanti centri per questi sport nello Stato.
Nova Friburgo è conosciuta come "la capitale della biancheria intima", per la grande produzione tessile presente, tale che le marche locali cominciano a competere nel mercato internazionale. Altrettanto sviluppata risulta l'industria metallurgica.
Quanto al settore primario, le attività principali sono l'orticoltura, l'allevamento di capre e la coltivazione di fiori (di cui il municipio è il secondo maggiore produttore del paese, superato soltanto da Holambra, nello Stato di San Paolo).

### Turismo

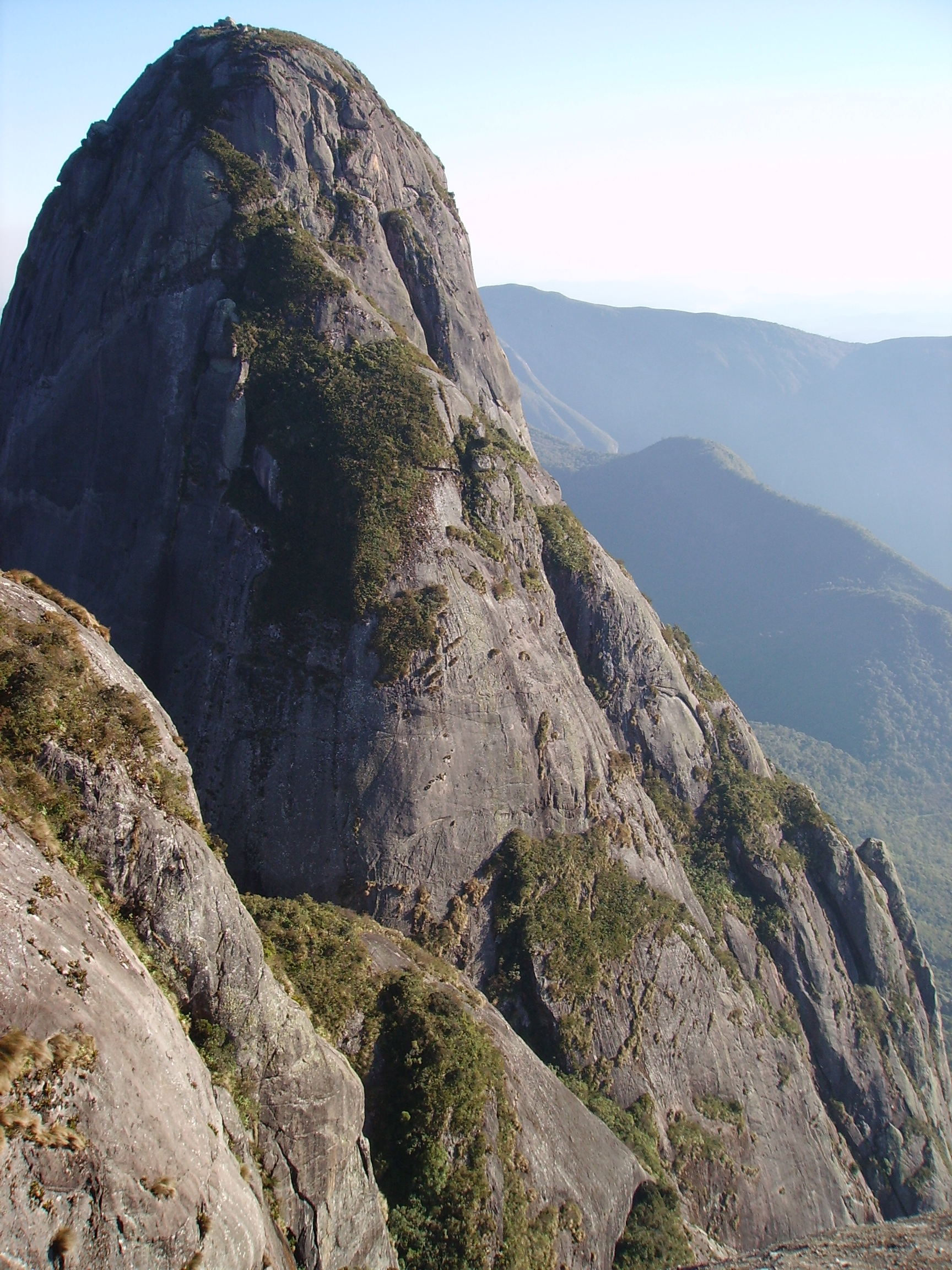
Pico Maior de Friburgo – il punto più alto della Serra do Mar – 2 316 m.

Le principali attrazioni della città sono:
- Architettura nello stile alpino degli edifici del MuryShopping, gli alberghi Bucsky e Garlipp ed il ristorante Bräun & Bräun
- Cattedrale di San Giovanni Battista
- Centro Gastronomico, nel distretto di Mury
- Distretto di Lumiar
- Distretto di São Pedro da Serra
- Encontro dos Rios (incontro dei fiumi Macaé e Bonito)
- Scuola di produzione di formaggi FRIALP
- Nova Friburgo Country Club
- Parco di Furnas do Catete, con la Pietra Cão Sentado ("cane seduto")
- Pedra Riscada ("pietra scalfita")
- Piazza Getúlio Vargas
- Piazza Marcílio Dias, uno dei primi siti colonizzati dalle famiglie di immigrati tedeschi
- Piazza Suspiro, con la più grande seggiovia del paese

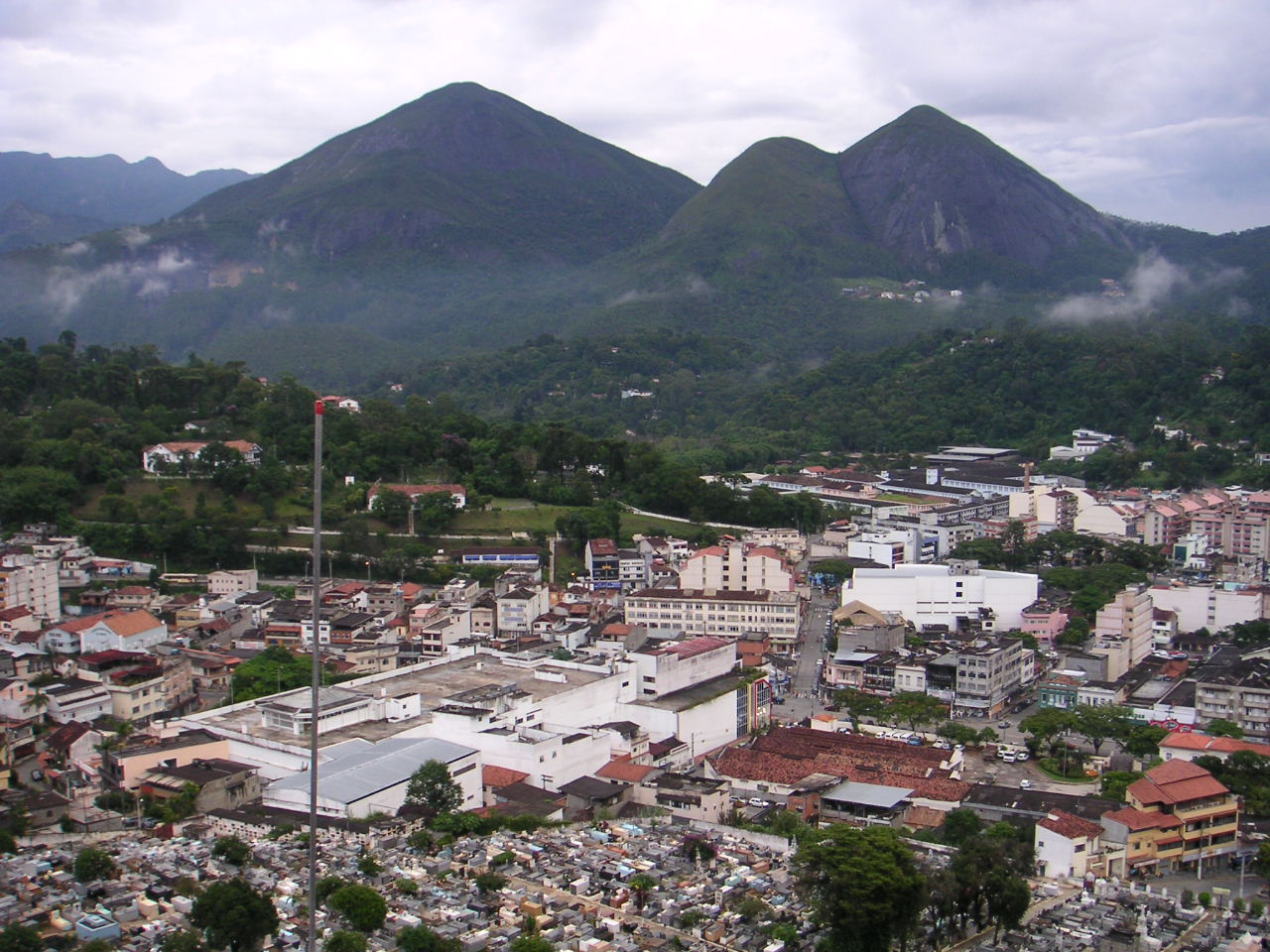
Nova Friburgo veduta dalla via Emilia Falcheto, nel rione Cordoeira.